# Theo Rubia
Theo Rubia é um pastor evangélico, cantor e compositor de música cristã contemporânea. Ele lançou seu primeiro álbum de estúdio, De Filho Para Pai, em 2016.

## Carreira
Conhecida por "Pode Morar Aqui" e "Eu Só Quero Tua Presença", Theo tem mais de 600 mil de inscritos e 220 milhões de visualizações em seu canal no YouTube. Em 2016, ele lançou independentemente seu primeiro álbum de estúdio, De Filho para Pai.
Em 11 de junho de 2019 ele lançou um de seu maiores sucessos, "Pode Morar Aqui" que tem quase 100 milhões de visualizações no YouTube e 80 milhões no Spotify .

## Biografia
Theo Rubia é um jovem cantor e pastor nascido em Rancharia, interior  de São Paulo ano de 1990. Filho e neto de pastor, se apaixonou pela música ainda quando criança quando sua mãe o levava para os ensaios do ministério de louvor. Desde pequeno sempre esteve envolvido com a igreja, já com 9 anos de idade entrou para o ministério de louvor da igreja e buscando aprender tudo que podia sobre música, estudando vários instrumentos. Nascido em berço evangélico, teve de uma forte experiência com Deus que foi fundamental no direcionamento de seu ministério. Hoje, ministra em igrejas/eventos em diversas cidades do Brasil e é compositor de músicas que tem tocado em muitas igrejas em todo o Brasil e também em outros países como: "Pode Morar Aqui" e "Eu Só Quero Tua Presença".

## Discografia
Álbuns
- De Filho Para Pai
- De Filho Para Pai (Ao Vivo)
- Maranata
- MFD - Manifestação dos Filhos de Deus (Ao Vivo)
- Quero Mais (Ao Vivo)
- Histórias Vol. 1 (Acústico)
- Peregrino (Ao Vivo)
- Voz, Violão e Igreja - Lado A (Ao Vivo)]]

## Certificações
Theo Rubia recebeu algumas certificações pela Pro-Música Brasil
| Obra                                                    | Certificação | Tipo do Produto |
| ------------------------------------------------------- | ------------ | --------------- |
| Eu Só Quero Tua Presença                                | Platina      | Single          |
| Pode Morar Aqui                                         | Diamante     | Single          |
| Eu Só Quero Tua Presença - Ao Vivo                      | 2× Platina   | Single          |
| Pode Morar Aqui (feat. Alessandro Vilas Boas) - Ao Vivo | Platina      | Single          |
| Um Milhão de Anos                                       | Ouro         | Single          |

## Prêmios e indicações
- Entre 2021 e 2022, o artista foi indicado em diversas categorias do Troféu Gerando Salvação.